# Kalapácsfejű szarvascsőrűmadár
A kalapácsfejű szarvascsőrűmadár (Buceros vigil vagy Rhinoplax vigil) a madarak (Aves) osztályának a szarvascsőrűmadár-alakúak (Bucerotiformes) rendjéhez, ezen belül a szarvascsőrűmadár-félék (Bucerotidae) családjához tartozó faj.

## Előfordulása
Brunei, Indonézia, Malajzia, Mianmar és Thaiföld területén honos.

## Megjelenése
Többnyire fekete tollazatú, kivéve a fehér hasát és farkát. A farok hosszú, a két középső faroktolla sokkal hosszabb mint a többi, akár egy méterrel is hosszabb lehet, így akár a 160 centimétert is elérheti a madár teljes hossza. Testhossza 90-120 centiméter.

## Életmódja
Tápláléka legfőképp gyümölcsökből áll, és rovarokból. A füge dominál leginkább.

## Külső hivatkozások
- Képek az interneten a fajról
- Xeno-canto.org